# Luuc van Opzeeland
Luuc van Opzeeland (Hoofddorp, 21 mei 1999) is een Nederlands zeiler actief in het windsurfen en windfoilen. 
Van Opzeeland maakte al snel de overstap van de oude olympische klasse RS:X naar IQFoil. In de IQFoil werd hij in 2021 derde op de Wereldkampioenschap windsurfen en in 2022 derde op de Europese kampioenschappen. Hij werd in 2023 wereldkampioen op het wk in Den Haag. Hij kreeg hiervoor de Conny van Rietschoten Trofee 2023 uitgereikt. Op het wk 2024 werd hij derde en daarmee won Van Opzeeland de concurrentiestrijd van regerend olympisch kampioen RS:X Kiran Badloe voor een startbewijs op de Olympische Zomerspelen 2024 in de IQFoil. Van Opzeeland won een bronzen medaille op de Olympische Zomerspelen 2024.